# Roraima
Roraima állam Brazília északi csúcsán található. Amazonas és Pará államokkal, továbbá Venezuelával és Guyanával határos.

## Földrajzi adatok
- Területe 224 299 km², mellyel hasonló a szomszédos Guyana területéhez
- Lakossága 469 524 fő volt 2012-ben
- Népsűrűsége 2,1 fő/km² volt 2012-ben; az ország államai közül a legalacsonyabb
- Székhelye: Boa Vista

## Népesség
| 2021 | 652 713 |
| 2022 | 636 707 |

## Fordítás
- Ez a szócikk részben vagy egészben  a   Roraima című angol Wikipédia-szócikk fordításán alapul.  Az eredeti cikk szerkesztőit annak laptörténete sorolja fel. Ez a jelzés csupán a megfogalmazás eredetét és a szerzői jogokat jelzi, nem szolgál a cikkben szereplő információk forrásmegjelöléseként.